# Френк Оз
Френк Ричард Ознович, познатији као Френк Оз, (енгл. Frank Oz; Херефорд, Херефордшир, 25. мај 1944) амерички је глумац, луткар, редитељ и продуцент. Каријеру је започео у дечијим луткарским серијама као што су Улица Сезам и Мапет шоу, док је највећу славу стекао улогом Јоде у филмском серијалу Звездани ратови.
Што се тиче редитељске каријере, најпознатији је по хорору Мала продавница страве (1986), комедији Прљави, покварени варалице (1988) и криминалистичкој комедији Плен (2001).
1978. године је за Мапет шоу награђен Наградом Еми за ударне термине.

## Биографија
Оз је рођен у Херефорду, 25. маја 1944, као син Френсиса и Исидоре Ознович. Оба родитеља су му се бавила луткарством као и он. Када Оз имао 6 месеци, родитељи су му се преселили из Енглеске у Белгију, одмах након борбе против Нациста. Озов отац је био Јевреј немачко-пољског порекла, док му је мајка била бивша Католикиња. 1951. Озови су се прво преселили у Монтану, а затим и у Оукланд (Калифорнија). У Оукленду Оз је завршио Средњу техничку школу, а затим и дипломирао на Универзитету Лени.
Френк Оз се женио два пута и из првог брака има четворо деце.

## Каријера
Каријеру је започео са 60-их година прошлог века улогом Гровера у луткарстој серији Улици Сезам. Успех је наставио емисијама Уживо суботом увече и Мапет шоу, за који је награђен и Наградом Еми. Ипак, Озова најзначајнија улога је Јода, кога је први пут тумачио у филму Звездани ратови — епизода V: Империја узвраћа ударац, а потом се вратио у исту улогу у већини наставака и преднаставака из серијала Звездани ратови.
Као редитељ сарађивао је са бројним холивудским звездама, као што су: Марлон Брандо, Роберт де Ниро, Анџела Басет, Едвард Нортон, Гејтс Макфаден, Бил Мари, Стив Мартин, Мајкл Кејн, Ијан Макдермид, Франсес Конрој, Ричард Драјфус, Питер Динклиџ, Кили Хоз...

## Филмографија
| Улоге Френка Оза |                                                      |               |                               |                               |
| Година           | Српски назив                                         | Изворни назив | Улога                         | Напомена                      |
| 1969—2013        | Улица Сезам                                          |               | Гровер                        |                               |
| 1975—1976        | Уживо суботом увече                                  |               | Моћни Фавог                   |                               |
| 1976—1981        | Мапет шоу                                            |               | Фози медвед Мис Пиги Сем Орао | Награда Еми за ударне термине |
| 1980             | Браћа Блуз                                           |               | Службеник за поправке         |                               |
| 1980             | Звездани ратови — епизода V: Империја узвраћа ударац |               | Јода                          |                               |
| 1981             | Амерички вукодлак у Лондону                          |               | господин Колинс               |                               |
| 1983             | Супермен 3                                           |               | хирург                        |                               |
| 1983             | Звездани ратови — епизода VI: Поврaтак џедаја        |               | Јода                          |                               |
| 1999             | Звездани ратови — епизода I: Фантомска претња        |               | Јода                          |                               |
| 2001             | Удружење монструма                                   |               | Џеф Фунгус                    |                               |
| 2002             | Звездани ратови — епизода II: Напад клонова          |               | Јода                          |                               |
| 2005             | Звездани ратови — епизода III: Освета сита           |               | Јода                          |                               |
| 2015             | У мојој глави                                        |               | Дејв                          |                               |
| 2015             | Звездани ратови — епизода VII: Буђење силе           |               | Јода                          | архивски снимци               |
| 2015—2016        | Ратови звезда: Побуњеници                            |               | Јода                          |                               |
| 2017             | Звездани ратови — епизода VIII: Последњи џедаји      |               | Јода                          |                               |
| 2019             | Нож у леђа                                           |               | Алан Стивенс                  |                               |
| 2019             | Звездани ратови — епизода IX: Успон Скајвокера       |               | Јода                          |                               |